# 郝田役
郝田役（1919年—1989年），男，山西榆社人，中华人民共和国政治人物，曾任河北省人民委员会副省长，天津市革命委员会副主任。